# Uniqlo
Uniqlo, Co Ltd. (Japans: 株式会社ユニクロ, Kabushiki kaisha Yunikuro; Engels: Yunikuro Co.Ltd.) is een Japanse ontwerper, fabrikant en detailhandelaar van vrijetijdskleding. Sinds de 21e eeuw bestaan Uniqlo-winkels ook buiten Japan en zijn ze snel uitgegroeid tot een groot kledingmerk, vergelijkbaar met Inditex en H&M. Er zijn wereldwijd meer dan 2.500 Uniqlo-winkels.

## Geschiedenis
| Land             | Winkels |
| ---------------- | ------- |
| China            | 923     |
| Japan            | 802     |
| Zuid-Korea       | 131     |
| Filipijnen       | 77      |
| Indonesië        | 75      |
| Taiwan           | 73      |
| Thailand         | 71      |
| Verenigde Staten | 70      |
| Maleisië         | 60      |
| Australië        | 39      |

Uniqlo werd in maart 1949 in Ube (Yamaguchi) opgericht en maakt deel uit van de Fast Retailing-bedrijvengroep, destijds Ogori Shori genaamd.
In 1984 werd in Hiroshima een unisex-casual kledingwinkel geopend met de naam ‘Unique Clothing Warehouse’, later afgekort tot ‘Uniqlo’.
Het merk heette oorspronkelijk ‘Uniclo’, maar tijdens administratieve werkzaamheden in Hongkong werd de C per ongeluk verward met de Q en heet sindsdien ‘Uniqlo’.
Uniqlo opende zijn eerste winkel buiten Japan in Londen in 2001 en zijn eerste winkel in Shanghai in 2002. In 2005 opende de eerste Amerikaanse Uniqlo in New York.
Uniqlo heeft momenteel ruim 30.000 mensen in dienst en heeft vestigingen in meer dan 25 landen. Er zijn wereldwijd meer dan 2.500 winkels, waaronder meer dan 800 Uniqlo-winkels in Japan (meer dan 100 alleen al in Tokio) en meer dan 80 winkels in Europa.
Er zijn 9 Uniqlo-winkels in de Benelux. De eerste winkel in België werd geopend in 2015 en de eerste winkel in Nederland in 2018. In 2023 werd een winkel geopend in Luxemburg. Kaman Leung is COO voor Uniqlo Benelux.
Er zijn momenteel 10 Uniqlo-winkels in Duitsland, waaronder in Düsseldorf, Keulen en enkele winkels in Berlijn. De flagshipstore in Berlijn aan de Tauentzienstraße werd in 2014 geopend en is met 2.700 vierkante meter momenteel de grootste Uniqlo-winkel in de EU.
Sinds september 2023 is er ook een webshop voor Uniqlo België en Uniqlo Nederland waar je online kleding kunt kopen. Voor de Nederlandse website is het beschikbaar in het Nederlands en Engels en voor de Belgische website is het beschikbaar in het Nederlands, Frans en Engels.
Sinds 2022 beschikt Uniqlo ook over een Re.Uniqlo Studio waar kleding wordt gerepareerd en gerecycled. Na korte tijd werd Re.Uniqlo ook buiten Japan gebouwd en in 2023 werd in Luxemburg de eerste Re.Uniqlo van de Benelux gebouwd.

### Uniqlo in België
In oktober 2015 werd in Antwerpen op de Meir de eerste Belgische Uniqlo-winkel geopend. België was destijds het vijfde land in Europa dat een Uniqlo-winkel opende. Het tweede filiaal werd het jaar daarop geopend in het winkelcentrum Wijnegem Shop Eat Enjoy, maar sloot in 2022. In oktober 2017 opende Uniqlo haar eerste vestiging in Brussel aan het Muntplein. In 2020 werd een ander winkel geopend in Elsene.

### Uniqlo in Nederland
Op 28 september 2018 opende de eerste Uniqlo-winkel in Amsterdam aan de Kalverstraat met een oppervlakte van 2.040 vierkante meter en 3 verdiepingen. Kohsuke Kobayashi, de voormalige COO van Uniqlo Benenlux, zei bij de opening in Amsterdam dat sinds de opening in België veel klanten uit Nederland speciaal naar België zijn gekomen om bij Uniqlo te winkelen en dat het belangrijk is om een vestiging in Nederland te hebben om tonen daar hun aanwezigheid. Op 1 oktober 2020 is de tweede vestiging geopend in Den Haag aan de Grote Marktstraat. Nijntje is op verschillende Uniqlo T-shirts verschenen omdat de serie erg populair is in Japan.
Op 3 oktober 2024 opende Uniqlo haar tweede winkel in Amsterdam aan het  Koningsplein. Op 10 oktober 2024 opende Uniqlo haar eerste winkel in Rotterdam aan de Lijnbaan met een oppervlakte van 1.550 vierkante meter en twee verdiepingen. In oktober 2024 verdubbelde Uniqlo haar winkels in Nederland van twee naar vier winkels. Bij beide openingen werd samengewerkt met lokale kunstenaars, bijvoorbeeld in Amsterdam met Sandy Van Helden en in Rotterdam met Jelmer Konjo.
Op 20 maart 2025 opende Uniqlo haar vijfde Nederlandse winkel in Amstelveen. Het winkel bevindt zich in winkelcentrum Stadshart Amstelveen aan de Rembrandtweg en wordt de eerste Nederlandse vestiging in een winkelcentrum met een oppervlakte van 970 vierkante meter en twee verdiepingen.

## Activiteiten
Uniqlo wordt beschouwd als een heel eenvoudig kledingmerk en is zelfs na meerdere jaren nog lang houdbaar. Vooral LifeWear is populair, waarbij de jurken vaak eenvoudig zijn maar gemaakt van hoogwaardige stoffen die een prettige sfeer creëren. BlockTech en Airism zijn ook populair voor regenjassen, die geschikt zijn voor zware onweersbuien en waarmee de jassen kunnen worden opgevouwen en de inhoud erin kan worden opgeborgen. Uniqlo brengt ook elke zes maanden een LifeWear Magazine uit met nieuws over Uniqlo, hun samenwerkingen, enz.
Voor het T-shirt werkt Uniqlo samen met Japanse kunst, maar ook met Europese en Amerikaanse kunst, ook wel UT genoemd. Vooral animes als Pokémon, Doraemon of One Piece zijn populair, maar ze werken ook vaak samen met kunstwerken uit MOMA of het Louvre zoals Mona Lisa. Ook waren er vaak samenwerkingen met Hollywoodfilms waarbij de poster op het T-shirt te zien was. Ook waren er samenwerkingen met Nederlandse kunstenaars als Vincent van Gogh en Dick Bruna.

### Sport Ondersteuning
Ook Uniqlo werkt al geruime tijd samen met sportclubs.
Sinds 1998 heeft Uniqlo via clubsponsoring truien geleverd aan een aantal Japanse Olympische teams en sommige voetbalteams van J-League.
Sinds 2019 is Uniqlo tevens hoofdsponsor van de Zweedse nationale Olympische ploeg en leverde zij ook de truien voor de Zuid-Soedanese atletiekclub.
Uniqlo sponsort ook enkele Paralympische clubs en golfclubs zoals de Australian Masters.
Voormalig tennisser Roger Federer is sinds 2018 Uniqlo-ambassadeur. Aan de voormalige ambassadeurs zijn onder meer Novak Djokovic en Adam Scott.

## Logos

voormalig Uniqlo-logo (1998-2009)
Uniqlo-logo in het alfabet
Uniqlo-logo in het Japans